# Józef Guzdek
Józef Guzdek (Chocznia, 18 marzo 1956) è un arcivescovo cattolico polacco, dal 16 luglio 2021 arcivescovo metropolita di Białystok.

## Biografia

### Formazione e ministero sacerdotale
Dopo essere entrato nel seminario maggiore di Cracovia nel 1975, è stato ordinato sacerdote il 17 maggio 1981 dal cardinale Franciszek Macharski.
Successivamente dal 1994 al 1998 è stato prefetto di disciplina nel seminario maggiore dell'arcidiocesi di Cracovia.
Nel 1998 ha conseguito il dottorato in teologia presso la pontificia accademia di teologia di Cracovia. 
Dal 2000 al 2001 è stato direttore dell'editrice diocesana "San Stanislao", mentre dal 2001 al 2004 ha ricoperto l'incarico di rettore del seminario maggiore di Cracovia.

### Ministero episcopale
Il 14 agosto 2004 papa Giovanni Paolo II lo ha nominato vescovo titolare di Treba e vescovo ausiliare di Cracovia.
Il 15 settembre 2004 ha ricevuto la consacrazione episcopale dalle mani del cardinale Franciszek Macharski, co-consacranti l'arcivescovo titolare di Eraclea Józef Kowalczyk e l'arcivescovo titolare di San Leone Stanisław Dziwisz, divenuto in seguito cardinale.
Il 4 dicembre 2010 papa Benedetto XVI lo ha nominato vescovo ordinario militare in Polonia. 
Il 28 luglio 2015 il presidente della Repubblica di Polonia, Bronisław Komorowski, lo ha nominato al grado di generale di brigata. 
Il 16 luglio 2021 papa Francesco lo ha nominato arcivescovo metropolita di Białystok. 
Si è insediato nella cattedrale di Białystok il 3 settembre 2021.
Nell'ambito della Conferenza Episcopale Polacca è vicepresidente del consiglio per l'apostolato dei laici e delegato per la pastorale della polizia e degli scout.

## Genealogia episcopale
La genealogia episcopale è:
- Cardinale Scipione Rebiba
- Cardinale Giulio Antonio Santori
- Cardinale Girolamo Bernerio, O.P.
- Arcivescovo Galeazzo Sanvitale
- Cardinale Ludovico Ludovisi
- Cardinale Luigi Caetani
- Cardinale Ulderico Carpegna
- Cardinale Paluzzo Paluzzi Altieri degli Albertoni
- Papa Benedetto XIII
- Papa Benedetto XIV
- Papa Clemente XIII
- Cardinale Enrico Benedetto Stuart
- Papa Leone XII
- Cardinale Chiarissimo Falconieri Mellini
- Cardinale Camillo Di Pietro
- Cardinale Mieczysław Halka Ledóchowski
- Cardinale Jan Maurycy Paweł Puzyna de Kosielsko
- Arcivescovo Józef Bilczewski
- Arcivescovo Bolesław Twardowski
- Arcivescovo Eugeniusz Baziak
- Papa Giovanni Paolo II
- Cardinale Franciszek Macharski
- Arcivescovo Józef Guzdek